# Pandanus sylvestris
Pandanus sylvestris är en enhjärtbladig växtart som beskrevs av Jean-Baptiste Bory de Saint-Vincent. Pandanus sylvestris ingår i släktet Pandanus och familjen Pandanaceae.
Artens utbredningsområde är Réunion. Inga underarter finns listade.